# Trombidiose
 Mise en garde médicale
La trombidiose est une affection dermatologique provoquée par un acarien, le trombidium ou trombidion, plus communément appelé aoûtat.
De fortes démangeaisons (prurit) apparaissent, ainsi que des boutons. Le traitement, à base de benzoate de benzyle, est à peu près le même que celui de la gale.
En campagne, l'infestation est très communément réalisée dans les herbes humides à la fin du mois d'août et en automne. Les larves de ces acariens se localisent de préférence au niveau de la ceinture et des plis où ils profitent des frottements du vêtement. Elles creusent sous la peau, leurs sucs digestifs attaquent cette dernière et déclenchent de violentes démangeaisons au niveau de papules très rouges. Certains individus réagissent très fortement selon un processus de type allergique, d'autres sont beaucoup moins sensibles.

## Galerie

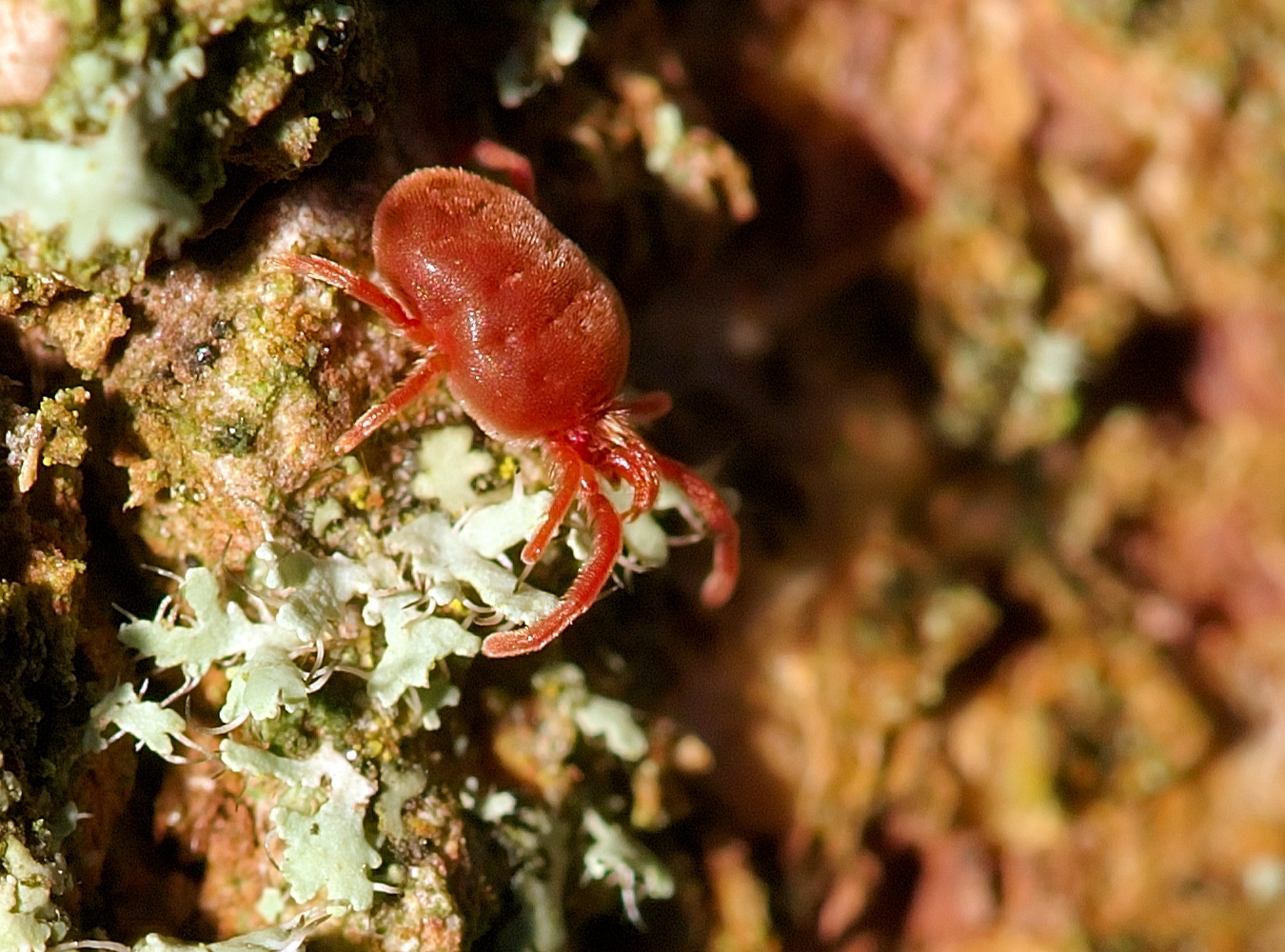
Trombidium holosericeum ou aoûtat.
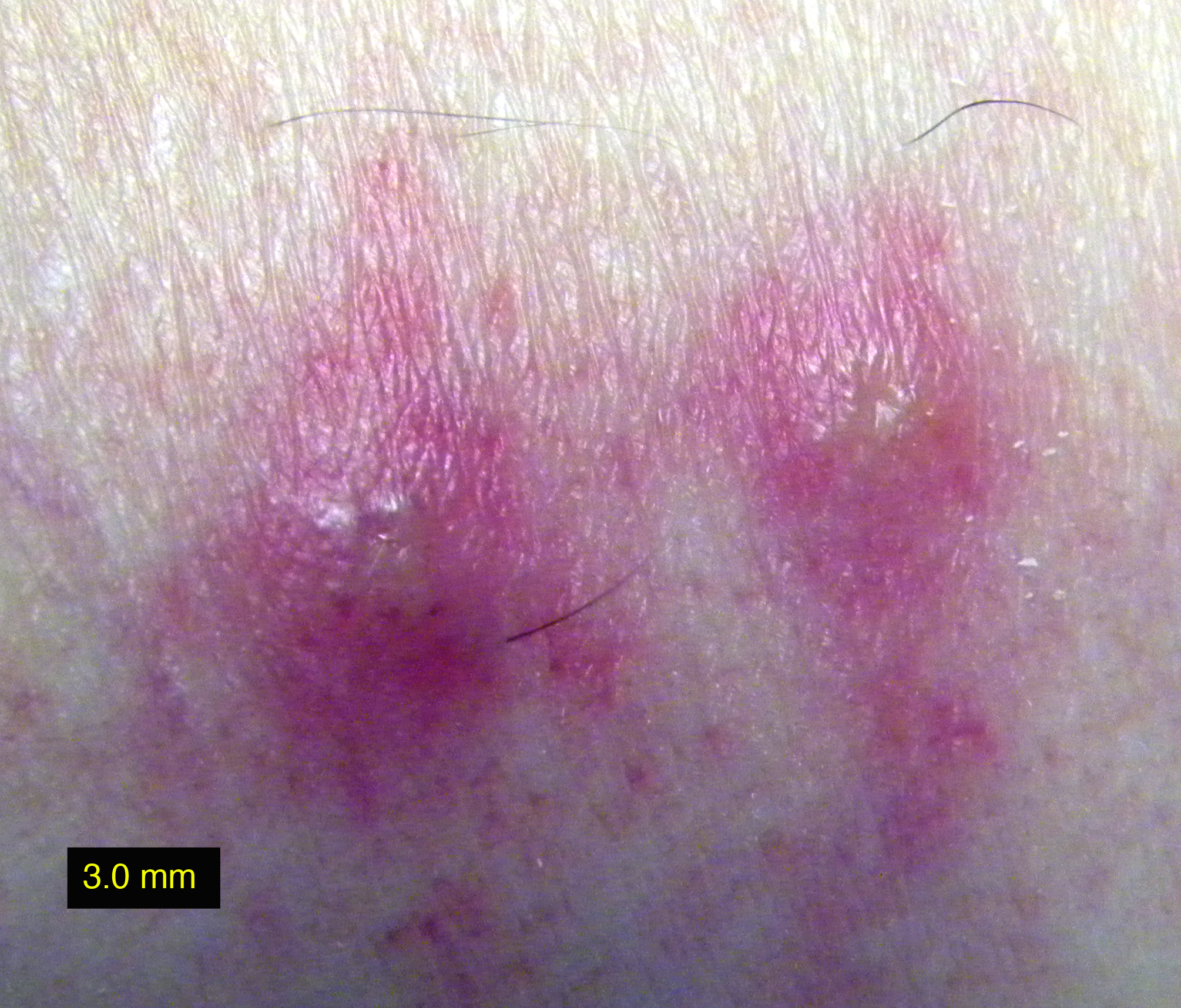
Trombidiose d'aoûtats à divers stades.

## Éradication de la propagation
Les vêtements portés pendant l'infestation devront être isolés et lavés séparément, la literie devra être traitée avec un insecticide approprié.
Pendant l'infestation le sujet infesté devra éviter tout contact corporel prolongé avec autrui pour éviter toute propagation du phénomène.
La durée de vie des larves du trombidium hors corps humain étant assez courte la seule propagation ne peut venir que du contact prolongé avec un individu porteur des larves, ou par le port de linge infesté.